# 東沿岸熱
東沿岸熱（ひがしえんがんねつ、英: East Coast fever）は、Theileria parva感染を原因とするウシやスイギュウの疾病。アフリカにおいて最も重要な家畜の疾病であり、1992年には110万頭のウシと1億6800万ドルの損失があった。東海岸熱（ひがしかいがんねつ）、東アフリカ海岸熱（ひがしアフリカかいがんねつ）とも。
媒介者はRhipicephalus appendiculatusなどコイタマダニ属のダニで、吸血時に唾液とともにスポロゾイトを注入することにより感染が成立する。ウシではシゾゴニー期に発症し、発熱、リンパ節の腫脹、元気消失、脈拍数と呼吸数の増加、横臥などを示し、感染3週から4週目で肺水腫による呼吸障害を呈する。血液塗抹やリンパ節のバイオプシーより原虫を検出することにより診断する。ELISAや蛍光抗体法が用いられることもある。治療にはジミナゼンが有効。
東沿岸熱の定義にはT. annulataによる熱帯タイレリア症（地中海タイレリア症としても知られる）やT. microtiによるヒトのタイレリア症のような他のタイレリア属原虫による疾病は含まれない。